# Nowosibirsker Stausee

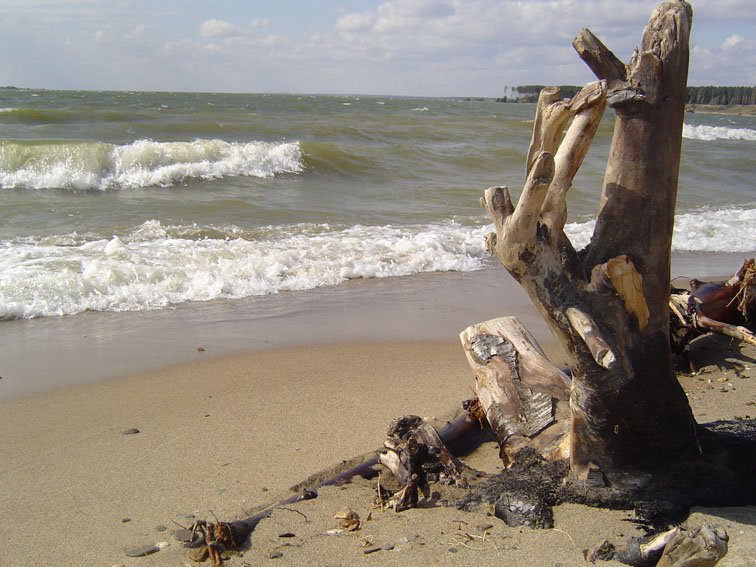
Strand am Stausee

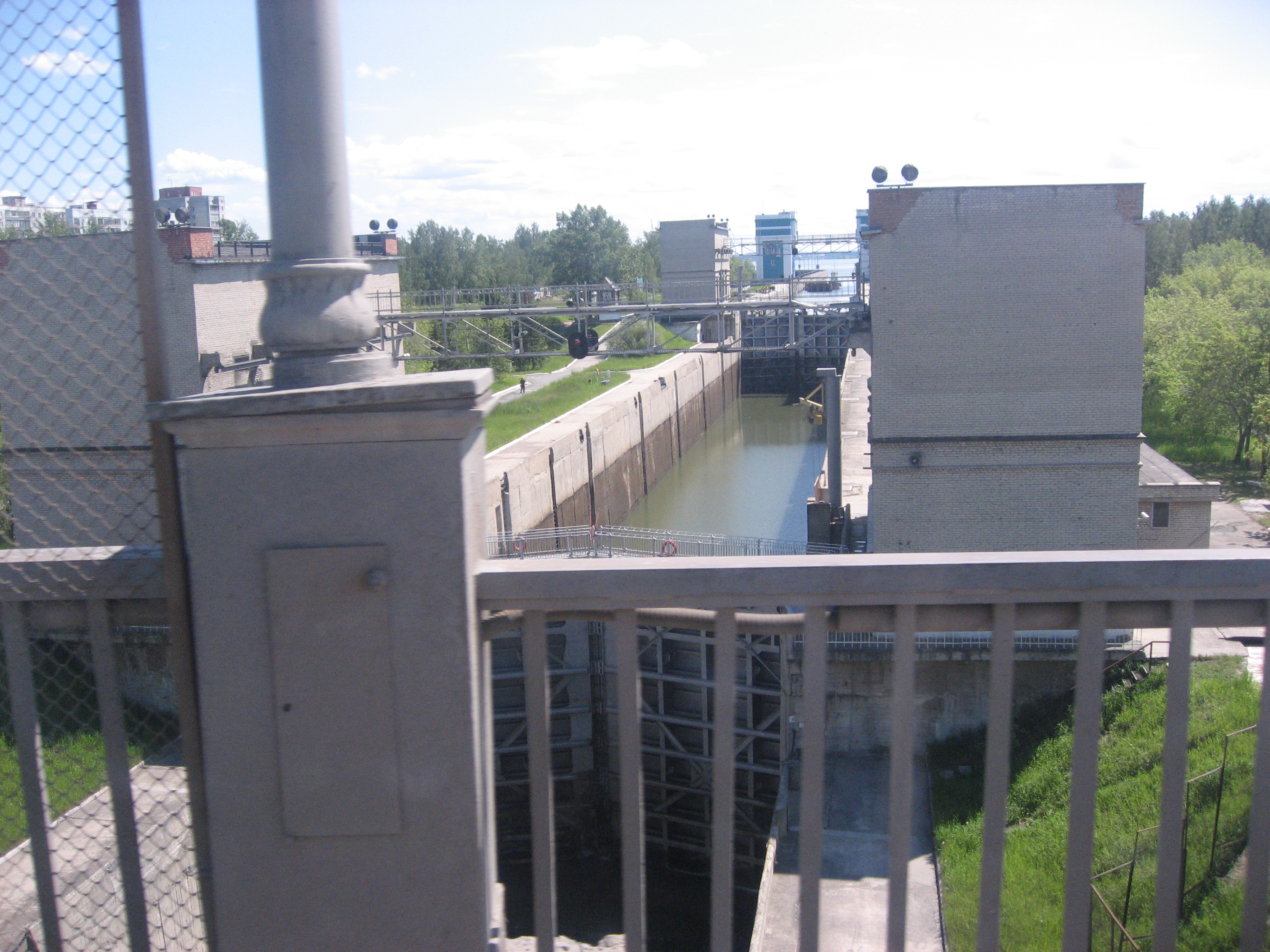
Schleuse am Stausee

Der Nowosibirsker Stausee (russisch Новосибирское водохранилище, Nowosibirskoje Wodochranilischtsche), im Volksmund Obskoje Morje (Обское море, Ob-Meer) genannt, ist ein etwa 1.082 km² großer Stausee nahe Nowosibirsk am Ob in der Oblast Nowosibirsk und Region Altai (Sibirien) im asiatischen Teil Russlands.

## Geographische Lage
Der Nowosibirsker Stausee erstreckt sich im Südostteil der Oblast Nowosibirsk und mit seinen Südwestausläufern im Nordwestteil der Region Altai. Er liegt durchschnittlich rund 90 km südwestlich der Millionenstadt Nowosibirsk mit südlichen Stadtteilen am Stausee. Neben anderen Ortschaften liegt auch Berdsk am Ufer; in der Nähe befindet sich Iskitim. Durchflossen wird der Stausee vom Ob, einem der längsten Flüsse der Erde. Zu den einmündenden Fließgewässern gehören beim östlichen Sawjalowo der Karakan und beim nordöstlichen Berdsk der die Berdbucht durchfließende Berd.

## Stausee
Der Nowosibirsker Stausee ist etwa 1.082 km² groß. Er ist maximal rund 185 km lang und 18 km breit und liegt auf 113 m Höhe. Im Mittel ist er 8,2 m und maximal 25 m tief. Sein Fassungsvermögen liegt bei 4,4 km³ Speicherraum und 8,8 km³ Gesamtstauraum, sein Einzugsgebiet ist 227.500 km² groß und sein mittlerer jährlicher Abfluss beträgt 54,5 km³. Aufgrund der Anlage des Stausees wurden im Flusstal rund 284 km² Ackerfläche überflutet, wobei 8.225 Gebäude abgerissen bzw. umgesiedelt werden mussten. Am Ufer gibt es zahlreiche Strände und touristische Anlagen.

## Staudamm
Der Staudamm befindet sich im Nowosibirsker Stadtgebiet, rund 20 km südsüdöstlich des Stadtzentrums. Er besteht aus Überlaufdamm, Schiffsschleuse mit Zufahrtskanal, linkem (318 m lang) und rechtem Erdwall (4.961 m) und rechtem Damm (1.023 m).
Die über den Staudamm führende Straße verbindet die Stadtviertel Schljusy (Шлюзы, wörtlich: Schleusen) und ObGES (ОбьГЭС, wörtlich: Ob-Wasserkraftwerk). Etwas östlich des Damms liegt Nowosibirsks Wissenschaftlerort Akademgorodok.

## Wasserkraftwerk
Das Wasserkraftwerk, das in den Staudamm integriert wurde, ist 223,6 m lang. Seine 7 Turbinen à 65 MW liefern insgesamt 455 MW. Im Jahresmittel produziert das Kraftwerk 1.687 Mio. kWh elektrische Energie. Der maximale Abfluss über die Generatoren (0,1 %) liegt bei 15.900 m³/s, die Länge des Walls unter Druck ist 5,33 km und der maximaler statische Druck liegt bei 19,6 m.

## Geschichte
Erste Ideen, zur Stromversorgung von Nowosibirsk ein Wasserkraftwerk zu bauen, entstanden Anfang des 20. Jahrhunderts, und erste Pläne zum Bau entlang kleinerer Flüsse wurden verworfen. 1950 wurde eine Arbeitsgruppe gegründet und 1951 das Projekt für den Bau des Wasserkraftwerks am Ob bestätigt. Baubeginn war 1953, ab 1956 wurde der Ob angestaut. Ab 1957 wurden der Reihe nach die sieben Stromaggregate in Betrieb genommen. 1961 wurde der Bau offiziell abgeschlossen. Projektiert wurde der Bau vom Institut „Lengidroprojekt“. 1972 wurden die Leistungsfähigkeit der Generatoren von 400 auf 455 MW erhöht.

## Umweltprobleme
Die Anstauung des Ob hatte erhebliche Umweltprobleme zur Folge. Erosion, aufgrund vernichteter (überfluteter) Wälder, Überflutungen und Hochwasser traten auf. Die Population einiger Fischarten im Ob nahm nach Bau des Dammes dramatisch ab.

## Technische Daten
Technische Daten von Stausee, Staudamm und Wasserkraftwerk im Überblick:
Stausee:
- Länge: 185 km (Kilometer)
- Breite: 18 km
- Tiefe (durchschnittlich / maximal): 8,2 m / 25 m (Meter)
- Höhe der Wasseroberfläche: 113 m
- Fläche: 1.082 km² (Quadratkilometer)
- Einzugsgebiet: 227.500 km²
- Überflutete Ackerfläche: 284 km²
- Mittlerer jährlicher Abfluss: 54,5 km³ (Kubikkilometer)
- Maximales und optimales Fassungsvermögen: 8,8 und 4,4 km³
- Abgerissene bzw. umgesiedelte Gebäude: 8.225

Staudamm:
- Gesamtlänge: 6.302 m (Meter)
  - linker Erdwall: 318 m
  - rechter Erdwall: 4.961 m
  - rechter Damm: 1.023 m
- Maximaler statischer Druck: 19,6 m
- Länge des Walls unter Druck: 5,33 km (Kilometer)

Wasserkraftwerk:
- Länge 223,6 m (Meter)
- Turbinenanzahl und Leistung: 7 à 65 MW = 455 MW (Megawatt)
- Mittlere Jahresproduktion: 1.687 Mio. kWh (Kilowattstunden) elektrische Energie
- Maximaler Abfluss über die Generatoren (0,1 %): 15.900 m³/s (Kubikmeter pro Sekunde)